# Samson Oyeledun
Samson Oyeledun (Samson Olajidie Oyeledun; * 10. Januar 1958) ist ein ehemaliger nigerianischer Sprinter.
Bei den Olympischen Spielen 1980 in Moskau erreichte er über 100 m das Viertelfinale und kam mit der nigerianischen Mannschaft in der 4-mal-100-Meter-Staffel auf den siebten Platz.
1982 gewann er mit der nigerianischen 4-mal-100-Meter-Stafette Gold bei den Commonwealth Games in Brisbane. Bei den Olympischen Spielen 1984 in Los Angeles schied er mit der nigerianischen Stafette im Halbfinale aus.
Seine Bestzeit über 100 m von 10,44 s stellte er am 2. August 1979 in Dakar auf. 